# Campionati mondiali di canoa/kayak 1993
I 25esimi Campionati mondiali di canoa/kayak si sono svolti a Copenaghen (Danimarca) nel 1993.

## Medagliere
| Pos. | Paese         | Oro | Argento | Bronzo | Totale |
| ---- | ------------- | --- | ------- | ------ | ------ |
| 1    | Germania      | 7   | 1       | 6      | 14     |
| 2    | Ungheria      | 5   | 5       | 3      | 13     |
| 3    | Danimarca     | 3   | 2       | 0      | 5      |
| 4    | Svezia        | 2   | 2       | 1      | 5      |
| 5    | Russia        | 1   | 2       | 2      | 5      |
| 6    | Norvegia      | 1   | 1       | 1      | 3      |
| 7    | Finlandia     | 1   | 0       | 0      | 1      |
| 7    | Lettonia      | 1   | 0       | 0      | 1      |
| 7    | Bulgaria      | 1   | 0       | 0      | 1      |
| 10   | Romania       | 0   | 2       | 2      | 4      |
| 11   | Polonia       | 0   | 2       | 0      | 2      |
| 12   | Canada        | 0   | 1       | 2      | 3      |
| 13   | Rep. Ceca     | 0   | 1       | 1      | 2      |
| 14   | Italia        | 0   | 1       | 0      | 1      |
| 14   | Francia       | 0   | 1       | 0      | 1      |
| 14   | Gran Bretagna | 0   | 1       | 0      | 1      |
| 17   | Ucraina       | 0   | 0       | 2      | 2      |
| 18   | Australia     | 0   | 0       | 1      | 1      |
| 18   | Spagna        | 0   | 0       | 1      | 1      |

## Medaglie Canoa

### C1 500m
| Posizione | Atleta           | Paese    | Tempo |
| --------- | ---------------- | -------- | ----- |
|           | Nikolay Bukhalov | Bulgaria |       |
|           | György Kolonics  | Ungheria |       |
|           | Stephen Giles    | Canada   |       |

### C1 1000m
| Posizione | Atleta            | Paese    | Tempo |
| --------- | ----------------- | -------- | ----- |
|           | Ivans Klementjevs | Lettonia |       |
|           | Viktor Partnoi    | Romania  |       |
|           | Matthias Röder    | Germania |       |

### C1 10000m
| Posizione | Atleta         | Paese     | Tempo |
| --------- | -------------- | --------- | ----- |
|           | Zsolt Bohács   | Ungheria  |       |
|           | Pavel Bednar   | Rep. Ceca |       |
|           | Adreas Dittmer | Germania  |       |

### C2 500m
| Posizione | Atleta                              | Paese     | Tempo |
| --------- | ----------------------------------- | --------- | ----- |
|           | György Kolonics Csaba Horváth       | Ungheria  |       |
|           | Arne Nielsson Christian Frederiksen | Danimarca |       |
|           | Andreas Dittmer Gunar Kirchbach     | Germania  |       |

### C2 1000m
| Posizione | Atleta                              | Paese     | Tempo |
| --------- | ----------------------------------- | --------- | ----- |
|           | Christian Frederiksen Arne Nielsson | Danimarca |       |
|           | Olivier Boivin Sylvian Hoyer        | Francia   |       |
|           | Ulrich Papke Ingo Spelly            | Germania  |       |

### C2 10000m
| Posizione | Atleta                                 | Paese       | Tempo |
| --------- | -------------------------------------- | ----------- | ----- |
|           | Christian Frederiksen Arne Nielsson    | Danimarca   |       |
|           | Andrew Train Stephen Train             | Regno Unito |       |
|           | Andrei Balabanov Viktor Dobrotvorstkij | Ucraina     |       |

### C4 500m
| Posizione | Atleta                                                             | Paese     | Tempo |
| --------- | ------------------------------------------------------------------ | --------- | ----- |
|           | Ferenc Novak Gaspar Boldizsar Ervin Hoffmann Attila Szabó          | Ungheria  |       |
|           | Andrei Kabanov Sergei Chemenov Pavel Konovalov Aleksandr Kostoglod | Russia    |       |
|           | Petr Prochazka Roman Dittrich Waldemar Fibigr Tomas Krivanek       | Rep. Ceca |       |

### C4 1000m
| Posizione | Atleta                                                                      | Paese    | Tempo |
| --------- | --------------------------------------------------------------------------- | -------- | ----- |
|           | Imre Pulai György Kolonics Tibor Takács Zsolt Bohács                        | Ungheria |       |
|           | Andrei Kabanov Sergei Chemenov Pavel Konovalov Aleksandr Kostoglod          | Russia   |       |
|           | Viktor Dobrotvorski Sergei Osadtchii Andrei Balabanov Alexandr Klinitchenko | Ucraina  |       |

## Medaglie Kayak

### K1 500m
| Posizione | Atleta            | Paese     | Tempo |
| --------- | ----------------- | --------- | ----- |
|           | Mikko Kolehmainen | Finlandia |       |
|           | Renn Chriclow     | Canada    |       |
|           | Daniel Collins    | Australia |       |

| Posizione | Atleta          | Paese    | Tempo |
| --------- | --------------- | -------- | ----- |
|           | Birgit Fischer  | Germania |       |
|           | Anna Olsson     | Svezia   |       |
|           | Caroline Brunet | Canada   |       |

### K1 1000m
| Posizione | Atleta        | Paese     | Tempo |
| --------- | ------------- | --------- | ----- |
|           | Knut Holmann  | Norvegia  |       |
|           | Thor Nielsen  | Danimarca |       |
|           | Marin Popescu | Romania   |       |

### K1 5000m
| Posizione | Atleta             | Paese    | Tempo |
| --------- | ------------------ | -------- | ----- |
|           | Susanne Gunnarsson | Svezia   |       |
|           | Rita Kőbán         | Ungheria |       |
|           | Birgit Fischer     | Germania |       |

### K1 10000m
| Posizione | Atleta       | Paese     | Tempo |
| --------- | ------------ | --------- | ----- |
|           | Thor Nielsen | Danimarca |       |
|           | Knut Holmann | Norvegia  |       |
|           | Attila Szabó | Ungheria  |       |

### K2 500m
| Posizione | Atleta                              | Paese    | Tempo |
| --------- | ----------------------------------- | -------- | ----- |
|           | Kay Bluhm Torsten Gutsche           | Germania |       |
|           | Wojcieck Kurpiewski Maciej Freimut  | Polonia  |       |
|           | Josè Manuel Sanchez Juan Josè Roman | Spagna   |       |

| Posizione | Atleta                           | Paese    | Tempo |
| --------- | -------------------------------- | -------- | ----- |
|           | Agneta Andersson Anna Olsson     | Svezia   |       |
|           | Kinga Czigány Silvia Mednyanszky | Ungheria |       |
|           | Ramona Portwich Anett Schuck     | Germania |       |

### K2 1000m
| Posizione | Atleta                       | Paese    | Tempo |
| --------- | ---------------------------- | -------- | ----- |
|           | Kay Bluhm Torsten Gutsche    | Germania |       |
|           | Antonio Rossi Daniele Scarpa | Italia   |       |
|           | Karl Sundqvist Gunnar Olsson | Svezia   |       |

### K2 5000m
| Posizione | Atleta                       | Paese    | Tempo |
| --------- | ---------------------------- | -------- | ----- |
|           | Ramona Portwich Anett Schuck | Germania |       |
|           | Éva Dónusz Erika Mészáros    | Ungheria |       |
|           | Carmen Simon Sanda Toma      | Romania  |       |

### K2 10000m
| Posizione | Atleta                       | Paese    | Tempo |
| --------- | ---------------------------- | -------- | ----- |
|           | Zsombor Bohri Attila Ábrahám | Ungheria |       |
|           | Karl Sundqvist Hans Olsson   | Svezia   |       |
|           | Torgeir Toppe Peter Ribe     | Norvegia |       |

### K4 500m
| Posizione | Atleta                                                         | Paese    | Tempo |
| --------- | -------------------------------------------------------------- | -------- | ----- |
|           | Viktor Denisov Anatolij Tiščenko Alexander Ivanik Oleg Gorobij | Russia   |       |
|           | Thomas Reineck Oliver Kegel Mario van Appen André Wohllebe     | Germania |       |
|           | Gábor Horváth Zsolt Gyulai Vince Fehervari Attila Ábrahám      | Ungheria |       |

| Posizione | Atleta                                                        | Paese    | Tempo |
| --------- | ------------------------------------------------------------- | -------- | ----- |
|           | Birgit Fischer Ramona Portwich Daniela Gleue Anett Schuck     | Germania |       |
|           | Agneta Andersson Anna Olsson Maria Haglund Susanne Rosenqvist | Svezia   |       |
|           | Éva Dónusz Rita Kőbán Erika Mészáros Kinga Czigány            | Ungheria |       |

### K4 1000m
| Posizione | Atleta                                                         | Paese    | Tempo |
| --------- | -------------------------------------------------------------- | -------- | ----- |
|           | Thomas Reineck Oliver Kegel Mario Von Appen André Wohllebe     | Germania |       |
|           | Zsolt Gyulai Zsolt Bohri Gábor Horváth Attila Ábrahám          | Ungheria |       |
|           | Viktor Denisov Anatolij Tiščenko Alexander Ivanik Oleg Gorobij | Russia   |       |

### K4 10000m
| Posizione | Atleta                                                            | Paese    | Tempo |
| --------- | ----------------------------------------------------------------- | -------- | ----- |
|           | Thomas Reineck Oliver Kegel André Wohllebe Mario Von Appen        | Germania |       |
|           | Adrzej Gryczko Piotr Markiewicz Maciej Freimut Grzegorz Koltan    | Polonia  |       |
|           | Sergey Verlin Vladimir Bobreshov Sergei Tsibulnikov Sergei Galkov | Russia   |       |